# Thelotrema oleosum
Thelotrema oleosum är en lavart som beskrevs av Mangold. Thelotrema oleosum ingår i släktet Thelotrema och familjen Graphidaceae.   Inga underarter finns listade i Catalogue of Life.